# Keven Correia
Keven Correia, né le 15 janvier 1996, est un gardien de but international français de rink hockey. 

## Palmarès
Il participe au championnat du monde en 2019. 